# Sitiophobie
La sitiophobie est un symptôme observé au cours de certains troubles psychiatriques, qui désigne le refus total de toute nourriture, sous-tendu par des motivations délirantes.
Ce symptôme peut notamment être observé au cours des pathologies suivantes :
- psychoses ;
- trouble bipolaire ;
- confusion mentale ;
- démence.